# 卡斯利诺德尔巴
卡斯利诺德尔巴（義大利語：Caslino d'Erba），是意大利科莫省的一个市镇。总面积7平方公里，人口1757人，人口密度251.0人/平方公里（2009年）。ISTAT代码为013052。